# Selinum thanschanicum
Selinum thanschanicum är en flockblommig växtart som beskrevs av Jevgenij Korovin. Selinum thanschanicum ingår i släktet krusfrön, och familjen flockblommiga växter. Inga underarter finns listade i Catalogue of Life.